# Vieri Arnaldo Goetzlof
Vieri Arnaldo Goetzlof (Genova, 3 maggio 1883 – Genova, 16 febbraio 1950) è stato un calciatore, allenatore di calcio, arbitro di calcio e dirigente sportivo italiano.

## Biografia
Goetzlof era di famiglia valdese originaria di Dresda, trasferitasi in Italia dapprima a Napoli ed in seguito giunta a Genova. Oltre ad aver rivestito vari ruoli all'interno del Genoa, svolgeva l'attività di commerciante di carbone.

### Calciatore
Socio del Genoa, in rosa dalla stagione del 1902, giocò tra le file dei Grifoni dal 1903 al 1908.
Esordì con la maglia rossoblu il 26 aprile 1903 nell'amichevole in terra francese contro il Football Vélo Club de Nice, vinta per 3 a 0 dalla compagine genovese.
L'esordio ufficiale avvenne l'anno successivo, il 27 marzo 1904, nella finale scudetto contro la Juventus per la stagione del 1904 e venendo giudicato dal giornale genovese Il Caffaro tra i migliori in campo.
Nel 1907 fu colui che trovò ed acquisto il terreno ove sorse il nuovo campo del Genoa di San Gottardo, che sostituì il vecchio campo di Ponte Carrega nel quartiere di Staglieno.
Fu tra l'altro impiegato nell'amichevole inaugurale del nuovo impianto dell'8 dicembre 1907 contro l'equipaggio della nave britannica Canopic.
Continuò a giocare con i rossoblu sino al 1908, anno in cui il Genoa disputò solamente amichevoli per protesta al divieto di schierare giocatori stranieri imposto dalla FIF: il quell'annata divenne capitano/allenatore del sodalizio genovese. Fu tra i giocatori che scesero in campo nel primo incontro, terminato 10 a 2 per il Genoa, che vide i genovesi contrapporsi alla neonata Inter il 4 ottobre 1908 nella competizione nota come Coppa Goetzlof, messa in palio da lui stesso, e che si aggiudicherà il successivo 25 ottobre nella vittoria per 4 a 2 contro il Milan.
Goetzlof vanta undici presenze ed una rete in Palla Dapples.

### Dirigente sportivo
Ritiratosi nel 1909 assunse la presidenza del club rossoblu, carica che mantenne solo per un anno, rimanendo comunque nei ranghi dirigenziali genoani.
Nel 1912 propose all'assemblea della FIGC un progetto di riforma del campionato italiano per la stagione 1912-1913, al quale fu però preferito il progetto Valvassori-Faroppa.
Nel 1914 Goetzlof fu espulso dalla federazione per avere tentato di convincere il giocatore Angelo Mattea del Casale a trasferirsi al Genoa con una somma in denaro: ciò era vietato perché lo sport doveva mantenersi dilettantistico senza fini di lucro. Oltre alla radiazione di Goetzlof, fu comminata una multa di 3 000 lire al club genovese e la squalifica del Campo di Via del Piano per due partite.
Nel 1948 in occasione del 50º anniversario della FIGC fu insignito del titolo di pioniere del calcio italiano.

### Arbitro
Goetzlof fu anche arbitro di calcio. Iniziò ad arbitrare nel 1908 le partite amichevoli e dei campionati inferiori. Le ultime partite le arbitrò fino alla stagione 1914-1915 a squalifica non ancora attuata.

### Coppa Goetzlof
Goetzlof fu ideatore nel 1908 della competizione nota come Coppa Goetzlof. Secondo il regolamento, da lui stesso creato, il club che fosse riuscito a "difendere" per almeno quattro incontri se la sarebbe aggiudicata definitivamente. Questa impresa fu compiuta al primo tentativo dal Genoa, che tra l'altro lo schierò in tutti e quattro gli incontri disputati.

## Palmarès

### Calciatore

#### Club

##### Competizioni nazionali
- Campionato italiano: 1

Genoa: 1904